# Margot Philips
Margot Leonie Luise Philips (* 5. April 1902 in Duisburg; † 30. Dezember 1988) war eine in Deutschland geborene neuseeländische Malerin und Kunstförderin. Ihre wichtigsten Kunstwerke, vornehmlich Landschaftsgemälde, befinden sich in den Sammlungen der Auckland Art Gallery Toi o Tāmaki und des Museum of New Zealand Te Papa Tongarewa in Wellington sowie des Waikato Museums, Te Whare Taonga o Waikato in Hamilton.

## Frühe Lebensjahre
Philips wurde als jüngstes von fünf Kindern einer jüdischen Familie in Duisburg geboren. Der Vater von Philips starb, als sie noch jung war, und in den frühen 1920er Jahren lebte sie zu Hause, um ihre Mutter zu unterstützen. Philips verließ Deutschland 1935, um der Verfolgung durch den Nationalsozialismus zu entkommen; sie ging zunächst nach London, bevor sie 1938 in den Südpazifik weiterreiste, um ihrem Bruder Kurt Philips und seiner Frau Trude nach Neuseeland zu folgen, die in Hamilton eine neue Bleibe gefunden hatten. Als der Zweite Weltkrieg begann, wurde die Philips-Familie als ‚enemy aliens’ eingestuft. Philips arbeitete seit ihrer Ankunft in Neuseeland in dem stadtbekannten Restaurant ihres Bruders. Zu den Stammgästen, die sie bediente, gehörte die māorische Prinzessin Te Puea Herangi, mit der sich Philips befreundete und die eine lebenslange Förderin der Māori-Kultur in der Waikato-Region und darüber hinaus war.

## Karriere
Philips nahm Zeichenunterricht an der Hamilton’s Technical School und der Workers’ Educational Association und absolvierte Sommerschul-Kunstkurse am Ardmore Teachers’ Training College. Zu ihren künstlerischen Lehrern und Förderern gehörten Geoff Fairburn, Campbell Smith und Dame Janet Paul DNZM. Philips belegte auch Kurse an der Sommerschule der Auckland Art Gallery, wo Colin McCahon sie betreute und unterrichtete, und sie darin bestärkte, ihren eigenen, vom Stil traditioneller europäischer und neuseeländischer Landschaftsmalerei abweichenden Stil zu profilieren. Philips gehörte zu den frühen und prägenden Mitgliedern der Waikato Society of Arts. Die künstlerische Anverwandlung der neuen Umgebung half Philips dabei, ihr Exilantenschicksal zu verarbeiten; sie sagte darüber: „Ich wusste, nachdem ich mich [in Neuseeland] niedergelassen hatte, dass etwas in mir zerstört war. Ich musste etwas in mir finden, um es wieder aufzubauen.“
Philips’ Arbeiten, zumeist mittelformatige Ölgemälde, konzentrierten sich auf die Visualisierung der Waikato-Landschaft, die bis dahin nur selten Gegenstand künstlerischer Darstellung geworden war und für die sie eine eigenständige farbflächige, oft aus der Vogelschau skizzierte Bildsprache fand. Zudem war Philips eine versierte Zeichnerin.
Nachdem Philips 1949 auf einer Reise in die USA den Colorado River und Teile des Grand Canyon von den umgebenden Steilhängen gesehen hatte, begann sie, Landschaftsdarstellungen aus der Vogelperspektive darzustellen. Spätere Flugreisen auf der neuseeländischen Südinsel verstärkten diese Vorliebe für eine abgehobene, ausgedehnte Räume darstellende Perspektive. Sowohl ihre Bilder der Waikato-Region als auch die der Südinsel zeigen häufig eine starke Dynamik der Linien und Flächen, aber auch der Belichtung, welche die 'jungen' geothermischen Landschaften Neuseeland gleichsam in stillgestellter Bewegung zeigen. Elemente menschlicher Siedlungsstrukturen wie Häuser oder Straßen sind nur selten, und wenn, zumeist in Miniaturen in die Umgebung eingearbeitet. Damit weist dieser künstlerische Blick zugleich mit der beweglichen Geomorphologie der Erdgeschichte auch auf die Vergänglichkeit menschlicher Infrastruktur und Schicksale.
Philips charakteristische Formensprache und Farbpalette wurde nach anfänglicher Skepsis einiger traditioneller Kritiker von der modernen neuseeländischen Kunstkritik anerkannt, so dass sie ab den 1960er Jahren in einigen größeren Ausstellungen vertreten war und sich als Malerin einen Namen machen konnte.
Zu den bahnbrechenden Ausstellungen ihrer Werke zählte Contemporary New Zealand Painting and Sculpture 1962 (Zeitgenössische neuseeländische Malerei und Skulptur 1962) in der Auckland Art Gallery. Diese Gruppenausstellung tourte 1963 auch durch andere neuseeländische Städte.
Sie erhielt den Manawatu Prize for Contemporary Art 1967 mit Gretchen Albrecht, Milan Mrkusich, Stanley Palmer, Michael Smither, Gordon Walters, Claire Jennings, Mary Le Vaillant, Valda Main, Irene O’Neill, Freda Simmonds, Julia van Helden, Hildegard Wieck und anderen für eine Gruppenausstellung in der Palmerston North Art Gallery.
Noch zu ihren Lebzeiten zeigte das Waikato-Museum eine große Retrospektive ihrer Werke: The Paintings of Margot Philips (die Gemälde Margot Philips’): A Waikato Art Museum Exhibition im Waikato Museum, (1983). Einige Jahre später, im Oktober 1987, erfolgte eine Sonderausstellung zur Eröffnung des Waikato Museum of Art and History: Margot Philips – Her Own World (Die Welt der Margot Philips). Eine große Werkschau mit einem Überblick ihres Gesamtwerkes, das auch Leihgaben aus Auckland und Wellington einbezog, zeigte das Waikato Museum 2023 unter dem Titel 'Of This Place: Margot Philips’ Landscapes'.
Auch ein Ausstellungsraum im Waikato Museum of Art and History, die Margot Philips Gallery, ist nach ihr benannt.

## Tod und Vermächtnis
Philips starb am 30. Dezember 1988 und wurde auf dem Hamilton Park Cemetery in Newstead beigesetzt.
Der Dramatiker Campbell Smith schrieb ihr zu Ehren ein Theaterstück unter dem Titel This Green Land: Margot Philips – Painter, das auf der Biographie von Philips basiert und sich auf seine Erinnerungen an seine eigene Freundschaft mit Philips stützte. Das Stück wurde 2002 beim Hamilton’s Fuel Festival unter der Regie von Alec Forbes uraufgeführt und im Juli 2009 im Waikato Museum, ebenfalls unter der Regie von Forbes, mit Maria Eaton und Renee Casserley anlässlich des 75. Jubiläums der von Philips mitgegründeten Waikato Society of Arts (Gesellschaft der Künste) wieder aufgeführt. Das Theaterstück wurde von Beate Jones auch ins Deutsche übersetzt.